# Antonio Violetta
Antonio Violetta (* 7. Februar 1953 in Crotone) ist ein italienischer Bildhauer.

## Leben und Werk
Antonio Violetta studierte an der Accademia di Belle Arti di Bologna. 1982 war er Teilnehmer der documenta 7 in Kassel und stellte die Werke Moments of Stone und The work of heaven aus. Moonstones and Pages zeigte er 1986 auf der 42. Biennale di Venezia in Venedig. Im Frankfurter Kunstverein hatte Antonio Violetta 1985 eine Einzelausstellung und 1989 nahm er an „Prospect 89“ in der Schirn Kunsthalle Frankfurt teil.